# Мидлбург (Флорида)
Мидлбург (енгл. Middleburg) насељено је место без административног статуса у америчкој савезној држави Флорида.

## Демографија
По попису из 2010. године број становника је 13.008, што је 2.67 (25,8%) становника више него 2000. године.
| Група             | 2000.         | 2010.          |
| Белци             | 9.460 (91,5%) | 11.736 (90,2%) |
| Афроамериканци    | 334 (3,2%)    | 398 (3,1%)     |
| Азијати           | 65 (0,6%)     | 88 (0,7%)      |
| Хиспаноамериканци | 266 (2,6%)    | 537 (4,1%)     |
| Укупно            | 10.338        | 13.008         |